# Eremiaphilidae
Los eremiafílidos (Eremiaphilidae) son una "pequeña" familia de mantis del orden Mantodea. Con frecuencia no tienen alas  y comúnmente se encuentran en ambientes desérticos. Su coloración a menudo coincide con la arena o las piedras del hábitat.

## Géneros
- Eremiaphila
- Heteronutarsus